# Črni panter (simbol)
Čŕni pánter, med laiki pogosto imenovan »karantanski panter«, je heraldični panter črne barve, prvič izpričan v 12. stoletju na grbu oziroma pečatu štajerske mejnogrofovske in nato vojvodske rodbine Otokarjev in je tako postal znak vojvodine in dežele Štajerske, kar je v beli barvi še danes.
Simbol je s staroslovansko kneževino Karantanijo (med 7. in 9. stoletjem) napačno prvi povezal ekonomist Jožko Šavli v 80. letih 20. stoletja. Po mnenju zgodovinarja in arheologa Andreja Pleterskega izhaja iz grba fevdalne družine Spanheimov. Zgodovinar in akademik Peter Štih zanika, da bi bila povezava s Karantanijo izpričana v virih.
Po legendi je mitološki panter miroljubna žival. Po naravi je tih in zadržan ter prijatelj vseh živali z izjemo zmaja, ki je neobčutljiv na panterjev sladki zadah in se ga boji, zato se pred njim skriva. Ko se panter do sitega naje, tri dni spi v svojem brlogu, ko pa se zbudi, glasno rjove in tuli, da ga slišijo vsi, pri tem pa oddaja sladek vonj, s katerim privablja živali, da se mu približajo. Panter velja za simbol Kristusa, ki je po krščanskem verovanju po treh dneh vstal od smrti, ovit v vonj balzamov, in privlači in očara z božanskim bistvom svoje besede. Panter predstavlja Jezusa, ki je k sebi pritegnil vse človeštvo, zmaj pa predstavlja hudiča, ki se boji Kristusa in se pred njim skriva. Številne panterjeve barve simbolizirajo Jezusove vrline. Ko se je Kristus nasitil zasmehovanja in zlorabe ljudi, je vstopil v grob in zaspal. Ko se je spustil v pekel, je uklenil zmaja. Po treh dneh je Kristus zapustil grob in zatulil o svoji zmagi nad smrtjo. Sladki dih panterja, ki je k sebi pritegnil živali, simbolizira Kristusove besede, ki nagovorijo vse ljudi, tudi pogane. V srednjeevropskem prostoru se tako lahko panterju pripisuje tudi pomen pokristjanjevanja Slovanov.